# Älskade spion
Älskade spion (originaltitel The Spy Who Loved Me) är den tionde officiella James Bond-filmen, med Roger Moore som den hemlige agenten för tredje gången. Den hade premiär 1977.
Filmen är den första av två Bondfilmer med den starke hantlangaren Hajen (Jaws) som har ståltänder.

## Titeln
Originaltiteln (The Spy Who Loved Me) syftar på att bokens kvinnliga huvudperson beskriver sitt kärleksmöte med James Bond. Den svenska titeln på boken är 007 – Älskade spion. Bokens respektive filmens berättelser har dock inget med vartannat att göra.

## Handling

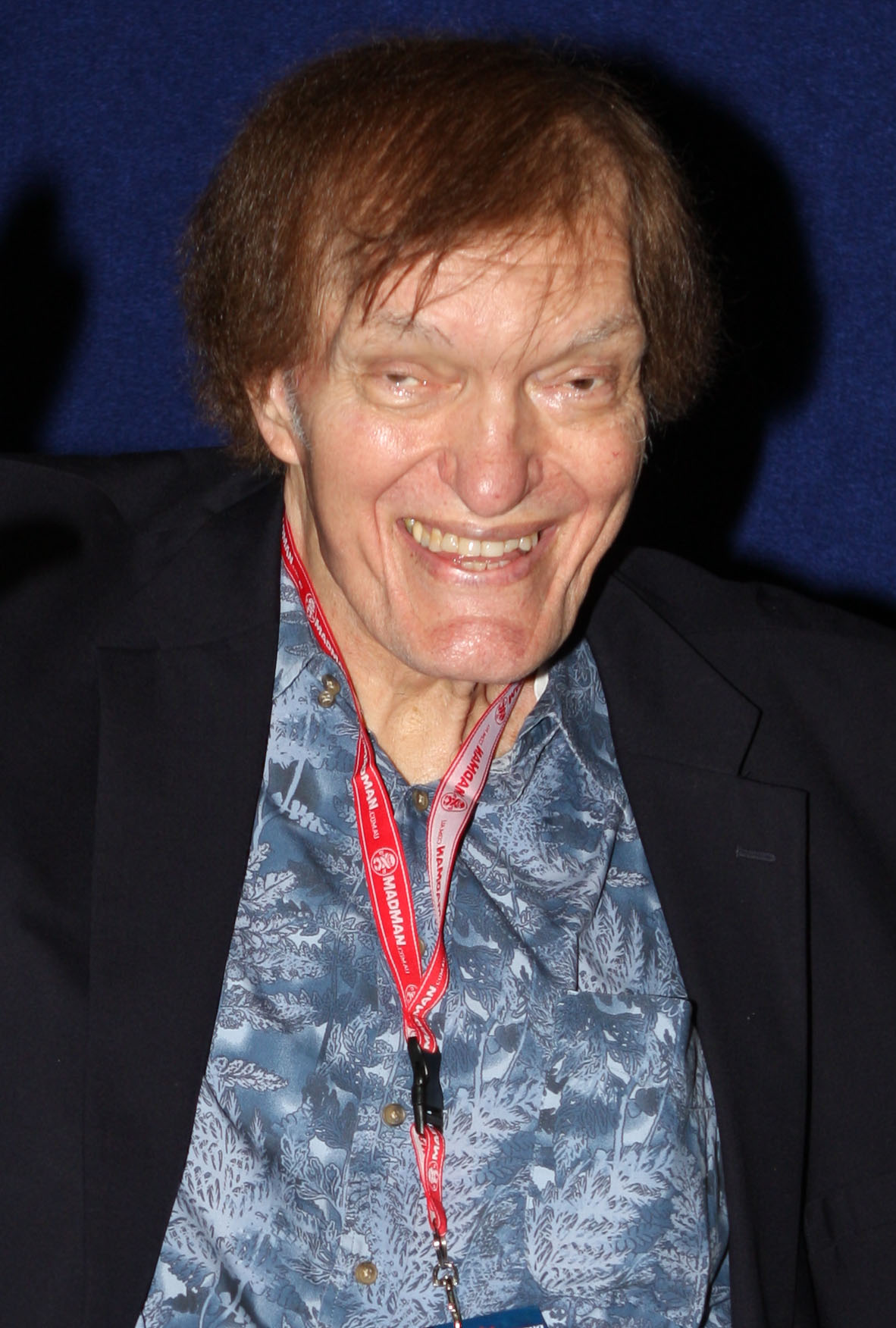
Richard Kiel som spelade Jaws (2014).

Filmen börjar med att en brittisk atom-ubåt försvinner, trots att ubåtens kurs var topphemlig. M ger Bond i uppdrag att ta reda på vad som hände. Under tiden har även en rysk ubåt försvunnit. KGB kopplar in sin kvinnliga toppagent trippel-X. Båda sidor misstänker givetvis varandra men både britter och ryssar inser snart att deras motståndare i det kalla kriget inte har något med detta att göra.
Spåren leder istället mot den stormrike skeppsredaren Karl Stromberg. Det visar sig att han har lyckats komma över det system som anger båtarnas hemliga kurser och därför kunde fånga in dem med en ombyggd jättelik oljetanker. Brittiska MI6 och KGB beslutar sig därför för att samarbeta. Under tiden listar trippel-X ut att Bond låg bakom hennes älskades död och lovar att döda Bond – efter uppdraget. De reser till Strombergs jättelika havsanläggning "Atlantis", där de lyckas ta reda på att Strombergs plan är mer ondskefull än vad någon kunnat föreställa sig. Han planerar att provocera fram ett kärnvapenkrig mellan USA och Sovjetunionen. De överlevande ska sedan bo i ett undervattensrike skapat av Stromberg.

## Rollista
| Roger Moore        | – James Bond                              |
| Barbara Bach       | – Major Anya Amasova (Agent Triple-X/XXX) |
| Curd Jürgens       | – Karl Stromberg                          |
| Richard Kiel       | – Hajen (Jaws)                            |
| Caroline Munro     | – Naomi                                   |
| Walter Gotell      | – General Gogol                           |
| Bernard Lee        | – M                                       |
| Geoffrey Keen      | – Försvarsminister Fredrick Gray          |
| Desmond Llewelyn   | – Q                                       |
| Lois Maxwell       | – Miss Moneypenny                         |
| Michael Billington | – Sergei Barsov                           |
| Milton Reid        | – Sandor                                  |
| George Baker       | – Kapten Benson                           |
| Edward de Souza    | – Sheik Hosein                            |
| Shane Rimmer       | – Commander Carter                        |
| Bryan Marshall     | – Commander Talbot                        |
| Kevin McNally      | – Besättningsmedlem på HMS Ranger         |

Älskade Spion är den första av sex filmer där M:s motsvarighet i KGB, General Gogol, är med.

## Produktion

### Förproduktion
Eftersom den senaste Bondfilmen, Mannen med den gyllene pistolen hade gått ganska dåligt på biograferna (jämfört med de tidigare filmerna) tre år tidigare, och ett bråk om rättigheter hade försenat filmen med ett år, var den här filmen lite av "vinna eller försvinna" för Bond-franchisen. Problemet blev större av att schismen mellan Harry Saltzman och Albert R. Broccoli, Bondfilmernas producenter sedan starten, blivit så stor att Saltzman hoppade av.
Dock hade Ian Fleming stipulerat i sitt testamente att hans experimentella Bondbok Älskade spion inte skulle filmas, och därför stod produktionsbolaget bakom Bond-filmerna för första gången helt utan en grundhistoria (även om flera av de tidigare bänt och tänjt på Flemings berättelser). Med tanke på misslyckandet med Mannen med den gyllene pistolen ville de därför gå tillbaka till ett koncept som gått hem tidigare: superskurken Ernst Stavro Blofeld och hans S.P.E.C.T.R.E., men p.g.a. rättighetsbråk med Kevin McClory (se krånglet med rättigheterna till S.P.E.C.T.R.E) fick EON Productions göra om manuset.
Innan man kunde börja filma uppstod även andra problem. Man hade svårt att hitta en regissör. Steven Spielberg var aktuell men efter hans enorma framgång med Hajen blev det inget. Till slut blev det Lewis Gilbert som 10 år tidigare regisserat Bondfilmen Man lever bara två gånger som fick förtroendet.

### Filminspelningen
Inspelningen gjordes på flera platser, främst Egypten, Österrike,Sardinien, Bahamas, Canada, Malta, Skottland, Okinawa, Schweiz och i Pinewood Studios, England.
Flera scener spelades som vanligt för Bondfilmerna in på Pinewood studios utanför London, England.

### Efterproduktion
Filmen klipptes av John Glen.
Förtexterna till filmen filmades av Maurice Binder.
I eftertexterna stod att nästa Bond-film skulle bli Ur dödlig synvinkel. Efter framgångarna med science fiction-filmen Stjärnornas krig (1977) valdes därför istället romanen Moonraker som hade rymdtema och arbetet med Ur dödlig synvinkel sköts upp.

## Musik

### Sånger
Titelmelodin skrevs av Marvin Hamlisch och Carole Bayer Sager, och framfördes Carly Simon.

### Soundtrack
Övriga soundtracket skrevs av Marvin Hamlisch.
1. "Nobody Does It Better (Main Title)" – Carly Simon
2. "Bond 77"
3. "Ride to Atlantis"
4. "Mojave Club"
5. "Nobody Does It Better (Instrumental)"
6. "Anya"
7. "The Tanker"
8. "The Pyramids"
9. "Eastern Lights"
10. "Conclusion"
11. "Nobody Does It Better (End Title)" – Carly Simon

## Mottagande
Filmen som kostade 14 miljoner dollar blev en vinstlott med hela 185 miljoner dollar i biointäkter (ca 500 miljoner i dagens penningvärde). 
Q förser mästerspionen med flera intressanta "prylar" varav Bonds bil, en Lotus Esprit är den mest minnesvärda. Bilen har en uppsättning häpnadsväckande extrautrustning (raketer mm) men kan även köras under vatten. Det var egentligen inte en bil utan flera olika. En av Lotusarna utrustades så den kunde färdas under vatten. Två man krävdes för att styra den. Bilen skapades av scenografen Ken Adam och specialeffekt-makaren Derek Meddings. Efter filmens premiär blev köerna för att köpa en Lotus flera månader långa.